# Bačalky
Bačalky är en ort i Tjeckien. Den ligger i den centrala delen av landet, 60 km nordost om huvudstaden Prag. Bačalky ligger 350 meter över havet och antalet invånare är 165.
Terrängen runt Bačalky är huvudsakligen platt, men den allra närmaste omgivningen är kuperad. Bačalky ligger uppe på en höjd. Runt Bačalky är det ganska tätbefolkat, med 56 invånare per kvadratkilometer. Närmaste större samhälle är Mladá Boleslav, 18,0 km väster om Bačalky. Trakten runt Bačalky består till största delen av jordbruksmark.